# SDI (ゲーム)
『SDI』（エスディーアイ）は、1987年4月にセガ・エンタープライゼスから稼働されたアーケード用横スクロールシューティングゲーム。
自機である「防衛用シップ」を操作し、敵国によるミサイルやキラー衛星の攻撃を宇宙空間で迎撃し食い止める事を目的としている。ボタン付き8方向レバーとトラックボールという特殊な操作形態が特徴。SDIとは1983年時の冷戦下、時のアメリカ大統領ロナルド・レーガン政権が発表した戦略防衛構想 (Strategic Defense Initiative) 通称スターウォーズ計画の事であり、その計画をゲーム化したのが本作である。
音楽は同社の『カルテット』（1986年）を手掛けた林克洋が担当しており、BGMや効果音はYM2151 (OPM) が使用された。ベースラインが非常に複雑になっている事が特徴である。
同年にセガ・マークIIIに移植された他、欧州では各種ホビーパソコンに移植された。アーケード版はPlayStation 2用ソフト『セガエイジス2500シリーズ Vol.21 SDI&カルテット〜SEGA SYSTEM 16 COLLECTION〜』（2005年）に収録された他、2007年に携帯電話ゲームとしてウィルコムにて配信された。

## ゲーム内容

### システム
トラックボールで照準を、8方向レバーで自機を動かす。レバー上部のボタンでショットを発射という非常に特殊な仕様。ボタンは1回押すだけで相当量の連射をし弾幕を作りやすくなっている。
キラー衛星等の敵の攻撃で自機が破壊され、ストックを全て失うとゲームオーバー。画面に登場する敵を逃がすと防衛地域の耐久力を示したゲージが減少し、ステージ後半にあたるディフェンシブ・ハーフにおいて全て失うと即時ゲームオーバー（ディフェンシブ・ハーフで防衛失敗しても1機失うだけのバージョンも存在する）。
3種類のアイテム型パワーアップ要素も存在しており、取得することで照準数増加、照準速度上昇、爆発範囲拡大の効果を得られる。

### ショットの性質
対空攻撃は「ミサイルコマンド」を踏襲したような爆風による攻撃を行なう。対地攻撃はロックオンした場所に直撃するような弾を発射する。この撃ち分けは自動的に行われ、プレイヤの操作を必要としない（意識的に操作することもできない）。また、いずれも弾数の制限はない。
対空攻撃はボタンを押した時の照準の位置まで進み、その位置で爆風を起こす。これに敵を巻き込むことでキラー衛星及び敵戦闘機を破壊することができる。ミサイル及び敵地上基地は爆風での破壊が行えないため、破壊するためには直撃が必要であり照準を正確に合わせ射撃する必要がある。破壊されたミサイルはさらに爆風を起こし、爆風に接触した他のミサイルを誘爆させる事ができる。

### ボーナス得点
全ての敵を倒す（つまりノーダメージでステージクリア）事で莫大な得点を獲得できる。連続で獲得する事でさらにボーナス得点が大きくなり飛躍的なスコア上昇を狙う事ができる。一度でも途切れるとボーナス得点は大幅に減少するのでハイスコアを狙うためには完全無欠な攻略パターンが要求される。
他に重要なのが特定位置（地上）への攻撃で得られる隠しボーナスで、これも連続で獲得し続ける事で得点が上昇（最高10万点）していく。
この他、本来撃墜する必要の無いミサイルのブースターなどを撃つことでも得点は加算されるので、プレイに余裕ができればできるほど得点を稼ぐ余地が生まれる。この要素のおかげで、極めて長い期間、1点単位でハイスコアが更新されていた。

### その他
- あらかじめクレジットを入れた状態で1Pレバーを上上下右下左下下と入力した後に2Pショットボタンを3回押してから2P側でゲーム開始すると、自機が『フリッキー』（1984年）の主人公「フリッキー」となり、ピオピオが自動的に地上攻撃をするという「フリッキーモード」になる。初心者向けである反面、隠しボーナスを得ることができないので、ハイスコア狙いには向いていない。
- ディフェンシブ・ハーフで防衛失敗しても1機失うだけのバージョンで、ステージ11で防衛失敗しても再度ステージ11となるので、これを繰り返し利用した隠しボーナス稼ぎが存在する。5万点エブリエクステンド設定だと永久パターンとなる。
- 日本国外版『GLOBAL DEFENSE（グローバル・ディフェンス）』のエンディングでは、国内版には存在した自由の女神が国際事情に配慮して削除されている。

## 設定

### ストーリー
国際社会は宇宙空間の平和利用について協議を重ねたが、その裏で偵察衛星などの戦略宇宙兵器が多数打ち上げられていた。そして某国において敵国からの攻撃が開始され、ミサイルやキラー衛星が襲撃する段階となった。
某国はシャトルから防衛用シップを発信させ、宇宙空間にて敵国からの攻撃を食い止めるための戦いが始まった。

### ステージ構成
1つのステージが前半（オフェンシブ・ハーフ）、後半（ディフェンシブ・ハーフ）の二部構成になっている。全11面。
- オフェンシブ・ハーフ

自機が宇宙へ向かい先制攻撃を仕掛けるステージ。画面が右方向へ横スクロールし、ミサイルの他にキラー衛星が登場する。キラー衛星の攻撃を避けながら敵機やミサイルを多く破壊し、防衛地域へのダメージを抑えてディフェンシブ・ハーフを有利にすることが目的。すべての敵を倒せばディフェンシブ・ハーフは免除される。
- ディフェンシブ・ハーフ

防衛地域の地表付近で最後の迎撃を試みる。上空から降り注ぐミサイルの弾頭を迎撃するステージ。前半のオフェンシブ・ハーフのダメージ量を引き継ぐが、ミサイルの数には変化は無い。落下により加速する様子が擬似3Dで描写されており、画面奥から手前に向かって低く飛んでくるミサイルもある。自機を狙う敵機はほとんど出現しないが、ミサイルが大量に降ってくる状態となる。一定数以上のミサイルを撃ち漏らすとゲームオーバーとなる。また、オフェンシング・ハーフにて出現する敵をすべて破壊した場合はこのステージ自体がなくなる仕様となっている。

## 移植版
| No. | タイトル                                                                    | 発売日                   | 対応機種                                                     | 開発元                    | 発売元           | メディア                          | 型式                                    | 備考                                             |
| --- | --------------------------------------------------------------------------- | ------------------------ | ------------------------------------------------------------ | ------------------------- | ---------------- | --------------------------------- | --------------------------------------- | ------------------------------------------------ |
| 1   | SDI                                                                         | 1987年10月24日 1988年3月 | セガ・マークIII セガ・マスターシステム                       | 第2AM研究開発部           | セガ             | 1メガビットロムカセット           | G-1338 5102 MK-5102-50                  |                                                  |
| 2   | SDI: Strategic Defense Initiative                                           | 1987年                   | Amiga Atari ST                                               | Software Studios          | アクティビジョン | フロッピーディスク                | -                                       |                                                  |
| 3   | SDI: Strategic Defense Initiative                                           | 1988年                   | コモドール64                                                 | Source the Software House | アクティビジョン | フロッピーディスク カセットテープ | -                                       |                                                  |
| 4   | SDI: Strategic Defense Initiative                                           | 1989年                   | Amstrad CPC ZX Spectrum                                      | Software Studios          | アクティビジョン | カセットテープ                    | -                                       |                                                  |
| 5   | セガエイジス2500シリーズ Vol.21 SDI&カルテット〜SEGA SYSTEM 16 COLLECTION〜 | 2005年10月27日           | PlayStation 2                                                | M2                        | セガ             | CD-ROM                            | SLPM-62692                              |                                                  |
| 6   | モバイルSDI                                                                 | 2007年4月11日            | WX310SA、WX310J、WX321J、 WX320K、W-ZERO3[es] （ウィルコム） | セガ                      | セガ             | ダウンロード （セガエイジス）     | -                                       |                                                  |
| 7   | LOST JUDGMENT 裁かれざる記憶                                                | 2021年9月24日            | PlayStation 4 PlayStation 5 Xbox One Xbox Series X/S         | セガ第一CS研究開発部      | セガ             | UHD BD-ROM ダウンロード           | PLJM-16878（PS4版） ELJM-30067（PS5版） | マスターシステム版の移植 DLCミニゲームとして収録 |
| 8   | 龍が如く7外伝 名を消した男                                                  | 2023年11月9日            | PlayStation 4 PlayStation 5 Xbox One Xbox Series X/S Windows | セガ第一CS研究開発部      | セガ             | BD-ROM ダウンロード               | PS4 PLJM-17288 PS5 ELJM-30348           | マスターシステム版の移植 ミニゲームとして収録    |
| 9   | 龍が如く8外伝 Pirates in Hawaii                                             | INT 2025年2月21日        | PlayStation 4 PlayStation 5 Xbox One Xbox Series X/S Windows | セガ第一CS研究開発部      | セガ             | BD-ROM ダウンロード               | -                                       | マスターシステム版の移植 ミニゲームとして収録    |

セガ・マークIII版
マークIIIへの移植では、『ちゃっくんぽっぷ』などの移植経験がある長谷川勝弘がディレクターを務めた。
マークIIIのハードウェア特性や性能格差を考慮し、自機のパワーアップ内容や操作をゲームパッドのみで行う、2人同時プレイができないなど、アーケード版と異なる部分がある。
パワーアップアイテム（Pカプセル）は誘爆範囲が広がる赤カプセル、自機ダメージをノーダメージにリセットする白カプセル、照準の移動速度を上げる黄カプセルの3種で、照準数が増加するPカプセルはなくなっている。
長谷川はトラックボールを用いた操作体系を気に入っていたがために、いかにしてマークIIIで再現するか悩んだとセガの公式ページのインタビューの中で話しており、最終的にはボタンを押している間のみ自機が動き、ボタンを離すとカーソルが動くという操作体形を採用した。なお、ボツ案の中には自機を固定して照準のみ動かすという方法や、最初から2つのコントローラで操作するというものもあった。
PlayStation 2版
- アーケード版とマークIII版の両方を移植。トラックボールの代わりにUSBマウスに対応することでゲームの再現性を高めている。『カルテット』とのカップリング。

ウィルコム版
- オフェンシブハーフ、ディフェンシブハーフの両方が再現されている。

## スタッフ
- 企画：Black Holl Tomo
- プロジェクト・リーダー：Joe Kacchan
- プログラマー：Sweet Tohchan、Anatano Pideshi、Ippo Ogapi、Defended Your State
- キャラクター・デザイナー：Saitama Kenji、8940 KON
- シーン・デザイナー：Henchan
- 音楽：Funky Gerogero（林克洋）
- メカニカル・エンジニア：MI.U.I.Hachi
- エネミー・クリエーション：Demon Taka
- データアジャスト：Nanno Icchan

## 評価
アーケード版
- ゲーメストムック『ザ・ベストゲーム2』（1998年）においてライターのREDは、本作の操作系が複雑である事から「慣れないうちは非常に操作が難しいゲームである」と指摘した[5]。また本作の本質がオフェンシング・ハーフであり、ディフェンシング・ハーフはオマケ的存在である事を指摘した上で、アタリから稼働されたアーケードゲーム『ミサイルコマンド』（1980年）の単純なリメイク作品ではないと肯定的に評価した[5]。
- ゲーム本『甦る 20世紀アーケードゲーム大全 Vol.2 アクションゲーム・シューティングゲーム熟成期編』では、本作の操作系に関して「非常に複雑で慣れを要する」と指摘した[4]。またコントロールパネルの特殊な形状から拒否反応を示すプレイヤーが数多く存在した事から、本作がマニア専用ゲームとなっていた事を指摘した[4]。しかし一部のゲームセンターでは長い間設置され続け、ハイスコア争いが熾烈に行われていた事も指摘した[4]。